# Arquidiócesis de Cabo Haitiano
La arquidiócesis de Cabo Haitiano (en latín: Archidioecesis Capitis Haitiani, en francés: Archidiocèse de Cap-Haïtien y en criollo haitiano: Achidyosèz Kap Ayisyen) es una circunscripción eclesiástica latina de la Iglesia católica en Haití, sede metropolitana de la provincia eclesiástica de Cabo Haitiano. La arquidiócesis tiene al arzobispo Launay Saturné como su ordinario desde el 16 de julio de 2018. 

## Territorio y organización
La arquidiócesis tiene 2115 km² y extiende su jurisdicción sobre los fieles católicos de rito latino residentes en parte del departamento Norte.
La sede de la arquidiócesis se encuentra en la ciudad de Cabo Haitiano, en donde se halla la Catedral de Nuestra Señora de la Asunción.
En 2021 en la arquidiócesis existían 62 parroquias.
La arquidiócesis tiene como sufragáneas a las diócesis de: Fuerte Libertad, Hincha, Les Gonaïves y Port-de-Paix.

## Historia
La diócesis de Cabo Haitiano fue erigida el 3 de octubre de 1861 mediante la bula Vel a primis del papa Pío IX separando territorio de la arquidiócesis de Santo Domingo. Era originariamente sufragánea de la arquidiócesis de Puerto Príncipe.
El 20 de abril de 1972 cedió una porción de su territorio para la erección de la diócesis de Hincha mediante la bula Animorum Christifidelium del papa Pablo VI.
El 7 de abril de 1988 la diócesis fue elevada al rango de arquidiócesis metropolitana con la bula Qui pro Nostro del papa Juan Pablo II.
El 31 de enero de 1991 cedió otra porción de su territorio para la erección de la diócesis de Fuerte Libertad mediante la bula Quandoquidem ubique del papa Juan Pablo II.

## Estadísticas
De acuerdo al Anuario Pontificio 2022 la arquidiócesis tenía a fines de 2021 un total de 909 660 fieles bautizados.
| Año                                                                             | Población            | Población | Población      | Sacerdotes | Sacerdotes    | Sacerdotes    | Bautizados por sacerdote | Diáconos permanentes | Religiosos | Religiosos | Parroquias |
| Año                                                                             | Bautizados católicos | Total     | % de católicos | Total      | Clero secular | Clero regular | Bautizados por sacerdote | Diáconos permanentes | Varones    | Mujeres    | Parroquias |
| ------------------------------------------------------------------------------- | -------------------- | --------- | -------------- | ---------- | ------------- | ------------- | ------------------------ | -------------------- | ---------- | ---------- | ---------- |
| 1949                                                                            | 485 000              | 500 000   | 97.0           | 56         | 45            | 11            | 8660                     |                      | 13         | 40         | 27         |
| 1959                                                                            | 490 000              | 505 000   | 97.0           | 80         | 47            | 33            | 6125                     |                      | 32         | 85         | 42         |
| 1966                                                                            | 630 000              | 881 730   | 71.5           | 87         | 37            | 50            | 7241                     |                      | 74         | 174        | 44         |
| 1968                                                                            | 675 000              | 881 730   | 76.6           | 99         | 45            | 54            | 6818                     |                      | 79         | 195        | 47         |
| 1976                                                                            | 601 826              | 856 895   | 70.2           | 86         | 24            | 62            | 6997                     |                      | 101        | 170        | 43         |
| 1980                                                                            | 1 039 995            | 1 195 347 | 87.0           | 80         | 24            | 56            | 12 999                   |                      | 110        | 169        | 43         |
| 1990                                                                            | 1 000                | 1 530 130 | 65.4           | 80         | 38            | 42            | 12 500                   |                      | 64         | 169        | 45         |
| 1999                                                                            | 730 770              | 1 231 476 | 59.3           | 67         | 44            | 23            | 10 907                   |                      | 34         | 98         | 37         |
| 2000                                                                            | 757 357              | 1 262     | 60.0           | 65         | 44            | 21            | 11 651                   |                      | 33         | 96         | 37         |
| 2001                                                                            | 750 875              | 1 293 818 | 58.0           | 69         | 48            | 21            | 10 882                   |                      | 34         | 96         | 39         |
| 2002                                                                            | 757 648              | 1 326 163 | 57.1           | 75         | 54            | 21            | 10 101                   |                      | 34         | 98         | 39         |
| 2003                                                                            | 780 000              | 1 359 317 | 57.4           | 69         | 46            | 23            | 11 304                   |                      | 37         | 95         | 41         |
| 2004                                                                            | 800 000              | 1 393 000 | 57.4           | 70         | 46            | 24            | 11 428                   |                      | 38         | 98         | 41         |
| 2006                                                                            | 778 110              | 1 463 520 | 53.2           | 72         | 49            | 23            | 10 807                   |                      | 39         | 96         | 43         |
| 2007                                                                            | 827 000              | 1 600 000 | 51.7           | 83         | 55            | 28            | 9963                     |                      | 45         | 98         | 44         |
| 2016                                                                            | 808 000              | 1 599 000 | 50.5           | 98         | 73            | 25            | 8244                     |                      | 92         | 119        | 52         |
| 2019                                                                            | 865 110              | 1 712 000 | 50.5           | 122        | 93            | 29            | 7091                     |                      | 50         | 122        | 54         |
| 2021                                                                            | 909 660              | 1 800 244 | 50.5           | 118        | 82            | 36            | 7708                     |                      | 50         | 108        | 62         |
| Fuente: Catholic-Hierarchy, que a su vez toma los datos del Anuario Pontificio. |                      |           |                |            |               |               |                          |                      |            |            |            |

## Episcopologio
- Martial-Guillaume-Marie Testard du Cosquer † (7 de septiembre de 1863-27 de julio de 1869 falleció) (administrador apostólico)
- Alexis-Jean-Marie Guilloux (Guillons) † (27 de junio de 1870-22 de diciembre de 1873 cesado) (administrador apostólico)

- Constant-Mathurin Hillion † (22 de diciembre de 1873-10 de junio de 1886 nombrado arzobispo de Puerto Príncipe)
- François-Marie Kersuzan † (13 de agosto de 1886-4 de febrero de 1929 renunció[6])
- Jean-Marie Jan † (4 de febrero de 1929 por sucesión-27 de junio de 1953 renunció[7])
- Albert François Cousineau, C.S.C. † (29 de junio de 1953 por sucesión-14 de agosto de 1974 falleció)
- François Gayot, S.M.M. † (22 de noviembre de 1974-5 de noviembre de 2003 retirado)
- Hubert Constant, O.M.I. † (5 de noviembre de 2003-1 de marzo de 2008 retirado)
- Louis Nerval Kébreau, S.D.B. (1 de marzo de 2008-15 de noviembre de 2014 retirado)
- Max Leroy Mésidor (15 de noviembre de 2014 por sucesión-7 de octubre de 2017 nombrado arzobispo de Puerto Príncipe)
- Launay Saturné, desde el 16 de julio de 2018